# Geissorhiza parva
Geissorhiza parva är en irisväxtart som beskrevs av John Gilbert Baker. Geissorhiza parva ingår i släktet Geissorhiza och familjen irisväxter. Inga underarter finns listade i Catalogue of Life.